# Élections fédérales mexicaines de 2006
Les élections de 2006 ont eu lieu le dimanche 2 juillet et ont été controversées. Les électeurs devaient désigner :
- un nouveau président de la république pour une période de six ans et pour succéder à Vicente Fox ;
- 500 députés dont 300 par un scrutin majoritaire et dont 200 par scrutin proportionnel ;
- 128 sénateurs : 3 sénateurs par État et 32 sur les listes nationales des partis politiques.

## Élection présidentielle
Huit partis politiques ont participé à l’élection présidentielle de 2006 ; cinq d’entre eux formèrent deux coalitions.
Le patronat mexicain mène contre Andrés Manuel López Obrador, le candidat du PRD, une campagne médiatique de dénigrement principalement diffusée par les deux grands groupes médiatiques Televisa et TV Azteca : « Si López Obrador devenait président, il nous endetterait encore plus et nous subirions crise économique, dévaluation, chômage. (…) Vous pourriez perdre votre maison et votre emploi... Ne votez pas pour la crise », ou tente de l’assimiler à la révolution bolivarienne vénézuélienne dans des vidéos associant son image à celle du président vénézuélien Hugo Chávez, dans une atmosphère anxiogène de violence.

### Candidats
| Alliance | Alliance                                         | Partis                                                                                  | Candidat                          | Slogan                                                                                            |
| -------- | ------------------------------------------------ | --------------------------------------------------------------------------------------- | --------------------------------- | ------------------------------------------------------------------------------------------------- |
|          | Parti action nationale (PAN)                     | Parti action nationale (PAN)                                                            | Felipe Calderón Hinojosa          | Para que Vivamos Mejor (« Pour que nous vivions mieux »)                                          |
|          | Coalition pour le Bien de Tous                   | - Parti de la révolution démocratique (PRD) - Parti du travail (PT) - Convergence (CON) | Andrés Manuel López Obrador (PRD) | Por el bien de todos, primero los pobres (« Pour le bien de tous, d'abord les pauvres »)          |
|          | Alliance pour le Mexique                         | - Parti révolutionnaire institutionnel (PRI) - Parti vert écologiste du Mexique (PVEM)  | Roberto Madrazo Pintado (PRI)     | Mover a México para que las cosas se hagan (« Bouger le Mexique pour que les choses se fassent ») |
|          | Alternative sociale-démocrate et paysanne (PASC) | Alternative sociale-démocrate et paysanne (PASC)                                        | Patricia Mercado Castro           | Palabra de mujer (« Parole de femme »)                                                            |
|          | Parti nouvelle alliance (PNA)                    | Parti nouvelle alliance (PNA)                                                           | Roberto Campa Cifrián             | Uno de tres (« Un de trois »)                                                                     |

## Résultats

### Président
41 791 322 Mexicains ont voté ; les suffrages ont été décomptés dans 130 477 bureaux de vote par 909 575 citoyens (non fonctionnaires). Le résultat, annoncé par l’IFE (Institut Fédéral Électoral), apparaît très serré : Andrés Manuel López Obrador, le candidat de la Coalition pour le Bien de Tous menée par son parti le Parti de la révolution démocratique (PRD, gauche), a été déclaré battu, à 0,61 % près, soit 243 934 voix, par son rival du Parti Action nationale (PAN, conservateur), Felipe Calderón Hinojosa.

PAN: Parti Action nationale
PRD: Parti de la révolution démocratique

|                        | Parti action nationale (PAN)                       | Felipe Calderón Hinojosa    | 15 000 284 | 36,96 |  |  |
|                        | Coalition pour le Bien de Tous                     | Andrés Manuel López Obrador | 14 756 350 | 36,35 |  |  |
|                        | Alliance pour le Mexique                           | Roberto Madrazo Pintado     | 9 301 441  | 22,92 |  |  |
|                        | Parti alternatif social-démocrate et paysan (PASC) | Patricia Mercado Castro     | 1 128 850  | 2,78  |  |  |
|                        | Parti nouvelle alliance (PNA)                      | Roberto Campa Cifrián       | 401 804    | 0,99  |  |  |
|                        |                                                    |                             |            |       |  |  |
| Suffrages exprimés     | Suffrages exprimés                                 | Suffrages exprimés          | 40 588 729 | 97,12 |  |  |
| Votes nuls             | Votes nuls                                         | Votes nuls                  | 1 202 593  | 2,88  |  |  |
| Total                  | Total                                              | Total                       | 41 791 322 | 100   |  |  |
| Abstention             | Abstention                                         | Abstention                  | 29 583 051 | 41,45 |  |  |
| Inscrits/Participation | Inscrits/Participation                             | Inscrits/Participation      | 71 374 373 | 58,55 |  |  |

### Chambre des représentants
|                                          |                                                    |                                                    |                  |                  |                  |                  |            |        |        |        |               |               |  |
| Partis et coalitions                     | Partis et coalitions                               | Partis et coalitions                               | Circonscriptions | Circonscriptions | Circonscriptions | Circonscriptions | Listes     | Listes | Listes | Listes | Total sièges  | +/-           |  |
| Partis et coalitions                     | Partis et coalitions                               | Partis et coalitions                               | Votes            | %                | Sièges           | +/-              | Votes      | %      | +/-    | Sièges | Total sièges  | +/-           |  |
|                                          | Parti action nationale (PAN)                       | Parti action nationale (PAN)                       | 13 753 633       | 34,36            | 137              | 57               | 13 845 121 | 34,38  | 2,55   | 69     | 206           | 55            |  |
|                                          |                                                    | Parti de la révolution démocratique (PRD)          | 11 941 842       | 29,83            | 91               | 35               | 12 013 364 | 29,83  | 6,77   | 36     | 127           | 30            |  |
|                                          | Parti du travail (PT)                              | 2                                                  | 11 941 842       | 29,83            | 2                | 13               | 12 013 364 | 29,83  | 6,77   | 15     | 9             |               |  |
|                                          | Convergence (CON)                                  | 5                                                  | 11 941 842       | 29,83            | 5                | 11               | 12 013 364 | 29,83  | 6,77   | 16     | 11            |               |  |
| Total Coalition pour le Bien de Tous     | Total Coalition pour le Bien de Tous               | 98                                                 | 11 941 842       | 29,83            | 42               | 60               | 12 013 364 | 29,83  | 6,77   | 158    | 50            |               |  |
|                                          |                                                    | Parti révolutionnaire institutionnel (PRI)         | 11 619 679       | 29,02            | 65               | 47               | 11 676 585 | 28,77  | 13,45  | 41     | 106           | 118           |  |
|                                          | Parti vert écologiste du Mexique (PVEM)            | 0                                                  | 11 619 679       | 29,02            | en stagnation    | 17               | 11 676 585 | 28,77  | 13,45  | 17     | en stagnation |               |  |
| Total coalition Alliance pour le Mexique | Total coalition Alliance pour le Mexique           | 65                                                 | 11 619 679       | 29,02            | 98               | 58               | 11 676 585 | 28,77  | 13,45  | 123    | 118           |               |  |
|                                          | Parti nouvelle alliance (PNA)                      | Parti nouvelle alliance (PNA)                      | 1 872 283        | 4,68             | 0                | en stagnation    | 1 883 476  | 4,68   | Nv.    | 9      | 9             | 9             |  |
|                                          | Parti alternatif social-démocrate et paysan (PASC) | Parti alternatif social-démocrate et paysan (PASC) | 845 749          | 2,11             | 0                | en stagnation    | 850 989    | 2,11   | Nv.    | 4      | 4             | 4             |  |
|                                          |                                                    |                                                    |                  |                  |                  |                  |            |        |        |        |               |               |  |
| Votes valides                            | Votes valides                                      | Votes valides                                      | 40 033 186       | 97,18            |                  |                  | 40 269 535 | 97,19  |        |        |               |               |  |
| Votes blancs et nuls                     | Votes blancs et nuls                               | Votes blancs et nuls                               | 1 162 012        | 2,82             | 1 166 399        | 2,81             |            |        |        |        |               |               |  |
| Total                                    | Total                                              | Total                                              | 41 195 198       | 100              | 300              | en stagnation    | 41 435 934 | 100    | -      | 200    | 500           | en stagnation |  |
| Abstention                               | Abstention                                         | Abstention                                         | 30 179 175       | 42,28            |                  |                  | 29 938 439 | 41,94  |        |        |               |               |  |
| Inscrits/Participation                   | Inscrits/Participation                             | Inscrits/Participation                             | 71 374 373       | 57,72            | 71 374 373       | 58,06            |            |        |        |        |               |               |  |

### Sénat
|                                          |                                                    |                                                    |                  |                  |                  |                  |            |        |        |        |              |               |  |
| Partis et coalitions                     | Partis et coalitions                               | Partis et coalitions                               | Circonscriptions | Circonscriptions | Circonscriptions | Circonscriptions | Listes     | Listes | Listes | Listes | Total sièges | +/-           |  |
| Partis et coalitions                     | Partis et coalitions                               | Partis et coalitions                               | Votes            | %                | Sièges           | +/-              | Votes      | %      | +/-    | Sièges | Total sièges | +/-           |  |
|                                          | Parti action nationale (PAN)                       | Parti action nationale (PAN)                       | 13 889 159       | 34,49            | 41               | 4                | 14 035 503 | 34,57  | N/A    | 11     | 52           | 6             |  |
|                                          |                                                    | Parti de la révolution démocratique (PRD)          | 12 292 512       | 30,53            | 22               | 11               | 12 397 008 | 30,54  | 11,24  | 4      | 26           | 11            |  |
|                                          | Parti du travail (PT)                              | 1                                                  | 12 292 512       | 30,53            | 1                | 4                | 12 397 008 | 30,54  | 11,24  | 5      | 4            |               |  |
|                                          | Convergence (CON)                                  | 3                                                  | 12 292 512       | 30,53            | 3                | 2                | 12 397 008 | 30,54  | 11,24  | 5      | 4            |               |  |
| Total Coalition pour le Bien de Tous     | Total Coalition pour le Bien de Tous               | 26                                                 | 12 292 512       | 30,53            | 15               | 10               | 12 397 008 | 30,54  | 11,24  | 36     | 19           |               |  |
|                                          |                                                    | Parti révolutionnaire institutionnel (PRI)         | 11 622 012       | 28,86            | 27               | 20               | 11 681 395 | 28,77  | Nv.    | 6      | 33           | 27            |  |
|                                          | Parti vert écologiste du Mexique (PVEM)            | 2                                                  | 11 622 012       | 28,86            | 1                | 4                | 11 681 395 | 28,77  | Nv.    | 6      | 1            |               |  |
| Total coalition Alliance pour le Mexique | Total coalition Alliance pour le Mexique           | 29                                                 | 11 622 012       | 28,86            | 19               | 10               | 11 681 395 | 28,77  | Nv.    | 39     | 26           |               |  |
|                                          | Parti nouvelle alliance (PNA)                      | Parti nouvelle alliance (PNA)                      | 1 677 033        | 4,16             | 0                | en stagnation    | 1 688 198  | 4,16   | Nv.    | 1      | 1            | 1             |  |
|                                          | Parti alternatif social-démocrate et paysan (PASC) | Parti alternatif social-démocrate et paysan (PASC) | 787 425          | 1,95             | 0                | en stagnation    | 795 730    | 1,96   | Nv.    | 0      | 0            | en stagnation |  |
|                                          |                                                    |                                                    |                  |                  |                  |                  |            |        |        |        |              |               |  |
| Votes valides                            | Votes valides                                      | Votes valides                                      | 40 268 141       | 97,26            |                  |                  | 40 597 834 | 97,27  |        |        |              |               |  |
| Votes blancs et nuls                     | Votes blancs et nuls                               | Votes blancs et nuls                               | 1 135 832        | 2,74             | 1 141 354        | 2,73             |            |        |        |        |              |               |  |
| Total                                    | Total                                              | Total                                              | 41 403 973       | 100              | 96               | en stagnation    | 41 739 188 | 100    | -      | 32     | 128          | en stagnation |  |
| Abstention                               | Abstention                                         | Abstention                                         | 29 970 400       | 41,99            |                  |                  | 29 635 185 | 41,52  |        |        |              |               |  |
| Inscrits/Participation                   | Inscrits/Participation                             | Inscrits/Participation                             | 71 374 373       | 58,01            | 71 374 373       | 58,48            |            |        |        |        |              |               |  |

## Controverse
Plus de la moitié des 130 000 bureaux de vote installés dans le pays présentent des irrégularités, notamment de possibles bourrages d'urnes. En guise d’exemple un représentant du PRD explique que « Dans le 11ème district, dans l’État de Nuevo León, au bureau de vote numéro 397, le procès-verbal mentionne 961 suffrages exprimés. (...) Tout a l'air normal, sauf que la loi prévoit qu'il ne peut y avoir plus de 760 bulletins par bureau de vote. On peut d'ailleurs observer que Felipe Calderón obtient à lui tout seul 786 voix ».
Des observateurs filment des scellés violés, des bulletins valides annulés, des procès-verbaux affichant des taux de participation de plus de 300 %. Selon l'Université nationale autonome du Mexique, « un million et demi de bulletins de vote sont apparus d'on ne sait où, ou bien se sont volatilisés ». Des dizaines de milliers d'électeurs ont été désinscrits des listes électorales, ce qui entraine une nouvelle controverse lorsque des journalistes révèlent que les autorités ont confié la gestion des bases de données électorales à une entreprise proche du Parti action nationale, appartenant au beau-frère de Felipe Calderón.
Andrés Manuel López Obrador a contesté le résultat en raison de fraudes supposées et d’une campagne électorale trop biaisée.  Il a demandé un recompte total des voix, ce que la législation mexicaine ne prévoit pas : seul un recompte des bureaux de vote contestés peut être mené. Jusqu’au 13 juillet, 359 recours de non-conformité ont été introduits devant le TEPJF (Tribunal Électoral du Pouvoir Judiciaire de la Fédération), 227 présentés par la Coalition pour le Bien de Tous (PRD-PT-Convergence), 131 par le PAN et 1 par l’Alliance pour le Mexique (PRI-PVEM). Ces recours ont conduit au recompte d’environ 9 % des suffrages.
Le TEPJF a rejeté le 28 août les accusations de fraude du candidat de la gauche Andrés Manuel López Obrador, laissant quasiment inchangé l’écart de voix, et a validé l’élection le 5 septembre. Il a toutefois admonesté le président sortant Vicente Fox pour avoir mis en péril l’élection en intervenant de manière partisane dans la campagne, ce qui est formellement interdit par la Constitution.
L'Union européenne, par la voix du président de la Commission européenne José Manuel Barroso a exprimé sa « grave préoccupation ».
Le ministre néerlandais des Affaires étrangères a déclaré qu'« il est important que nous transmettions de la manière la plus claire possible l’inquiétude de l’Union européenne et celle de tous les États membres sur le résultat de l’élection présidentielle". Avec le recompte de 9 % des bureaux de vote, le résultat final est quasiment inchangé :
- Felipe Calderón Hinojosa : 14 916 927 votes, 35,89 %.
- Andrés Manuel López Obrador : 14 683 096 votes, 35,33 %.

Durant plusieurs mois, une partie du centre-ville est occupée par des manifestants - deux millions de personnes au plus fort de la mobilisation - qui demandent un recomptage des bulletins.